# 关槐

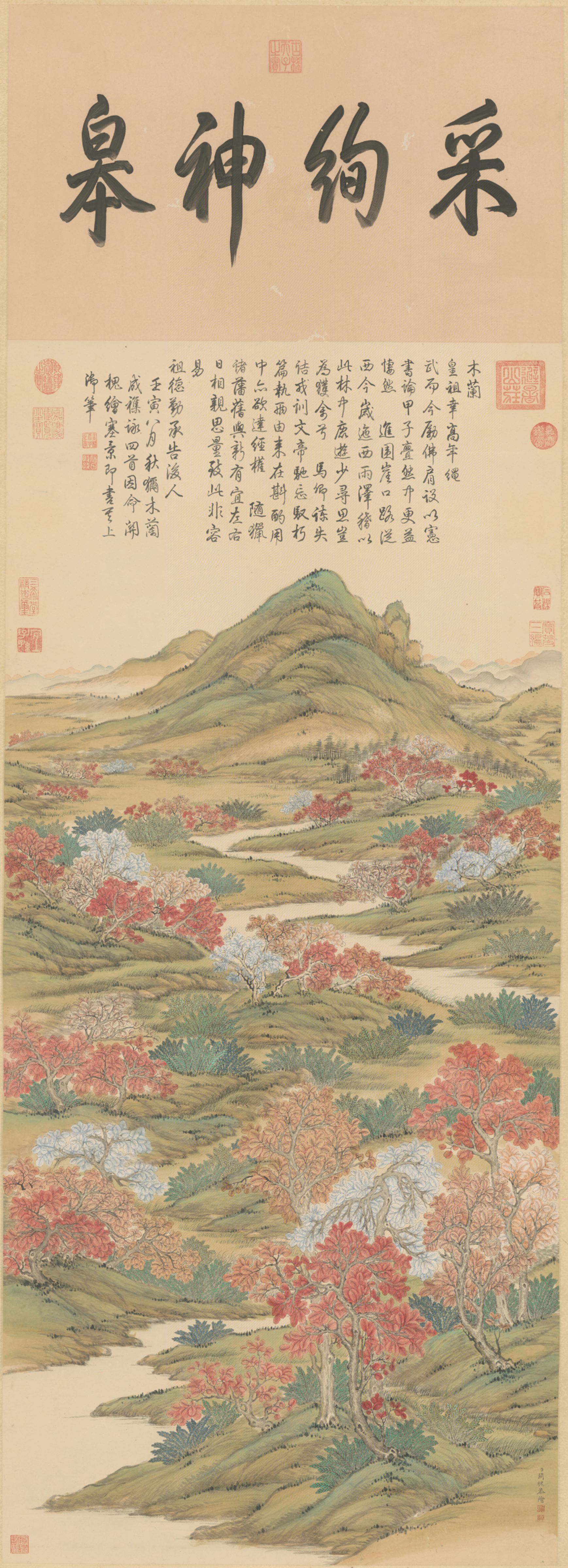
北京故宫博物院藏关槐《上塞锦林图》，上有乾隆帝御题“采绚神皋”四字与杂咏诗四首

关槐（1749年—1806年），字晋卿、又字晋轩，号云岩、又号曙笙，晚号青城山人，浙江仁和人，清代政治人物、画家，官至礼部侍郎。

## 生平
关槐出生于杭州望江门，为关羽第六十八世孙。乾隆三十九年（1774年）中举，乾隆四十一年（1776年）召试授内阁中书。乾隆四十五年（1780年），登庚子恩科二甲第一名进士，授翰林院编修。嘉庆年间官至礼部左侍郎。曾参与编纂《四库全书》。著有《青城山人集》，辑《士林彝训》、《赋海类编》等，增辑《事物异名录》。
关槐因善画而供奉内廷。他擅长于山水画，曾师从董诰，其传世作品包括《上塞锦林图》（北京故宫博物院藏）、《群峰积玉图》（台北国立故宫博物院藏）、《溪阁纳凉图》（浙江省博物馆藏）等。